# Рожков Артур Олександрович
Арту́р Олекса́ндрович Рожков — український спортсмен-гирьовик, заслужений майстер спорту України, доктор сільськогосподарських наук, професор, завідувач кафедри рослинництва Державного біотехнологічного університету.

## Життєпис
Артур Олександрович народився 4 березня 1976 року на Краснолиманщині Донецької області.
У 1998 році закінчив з відзнакою агрономічний факультет Харківського державного аграрного університету імені В. В. Докучаєва, вчений агроном.
Протягом 1998—2001 років навчався в аспірантурі на кафедрі рослинництва, по тому залишився працювати науковим співробітником.
У 2004 році захистив кандидатську дисертацію - «Урожайність рослин ярої пшениці залежно від впливу попередників, норм висіву і способів сівби у Східному Лісостепу України».
Протягом 2005-2007 років працював начальником наукової частини університету.
У  2007 році переведений на посаду доцента кафедри рослинництва і призначений деканом по роботі з іноземними учнями.
З січня 2011 року працював директором Інституту післядипломної освіти та дорадництва.
У 2014 році захистив дисертацію на здобуття наукового ступеня доктора сільськогосподарських наук: «Агробіологічні основи формування продуктивності пшениці твердої ярої та тритикале ярого у Лівобережному Лісостепу України».
25 жовтня 2015 року обраний від Блоку Петра Порошенка «Солідарність» до Роганської селищної ради.
Указом Президента України № 336/2016 від 19 серпня 2016 року нагороджений ювілейною медаллю «25 років незалежності України».
З 2017 по 2021 роки завідувач кафедри рослинництва Харківського національного аграрного університету імені В. В. Докучаєва.
З 2021 по теперішній час завідувач кафедри рослинництва Державного біотехнологічного університету.

## Серед спортивних досягнень
- чотириразовий чемпіон світу з гирьового спорту,
- абсолютний чемпіон Європейського турніру з гирьового спорту,
- бронзовий призер чемпіонату світу з гирьового спорту 2006 року,
- абсолютний чемпіон України з гирьового спорту,
- неодноразовий переможець Чемпіонатів України з гирьового спорту.

## Праці
Артур Олександрович автор понад 200 наукових праць, в тому числі 12 статтей, що індексуються в наукометричних базах Scopus та Web of Science, 1 підручник, 9 навчальних посібників, 5 монографій.
Наукові інтереси: розробка енергоощадних технологій вирощування польових культур; біологія польових культур; методологія проведення наукових досліджень в агрономії; вирішення глобальних проблем в сільському господарстві.

## Відзнаки та нагороди
- почесна грамота Міністерства аграрної політики України (2009);
- стипендія Харківської обласної державної адміністрації в галузі науки імені О. Н. Соколовського (з аграрних наук) (2010);
- відзнака Мінагрополітики України «Відмінник аграрної науки і освіти ІІІ ступеня» (2011);
- грамота Харківської обласної державної адміністрації (2013);
- відзнака Президента  України - ювілейна медаль «25 років незалежності України» (2016);
- подяка науково-методичного центру інформаційно-аналітичного забезпечення діяльності вищих навчальних закладів «Агроосвіта» Міністерства освіти і науки України (2017).